# Ferrum (Zeitschrift)
Die Zeitschrift Ferrum – Nachrichten aus der Eisenbibliothek ist eine wissenschaftliche Publikation im Bereich der Technikgeschichte und widmet sich jeweils in jeder Ausgabe einem technikgeschichtlichen Thema.

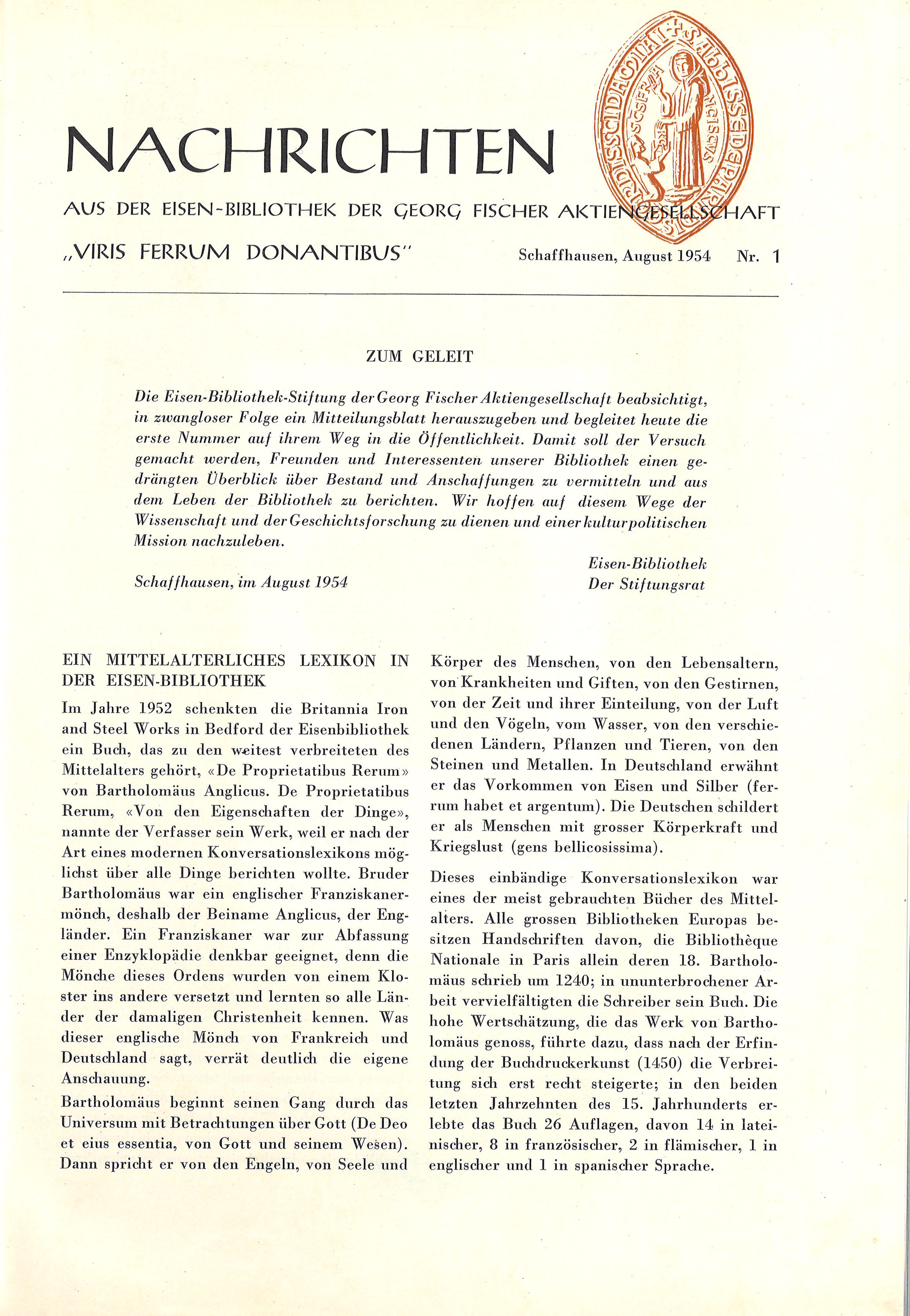
Nachrichten aus der Eisen-Bibliothek, Nr. 1, 1954
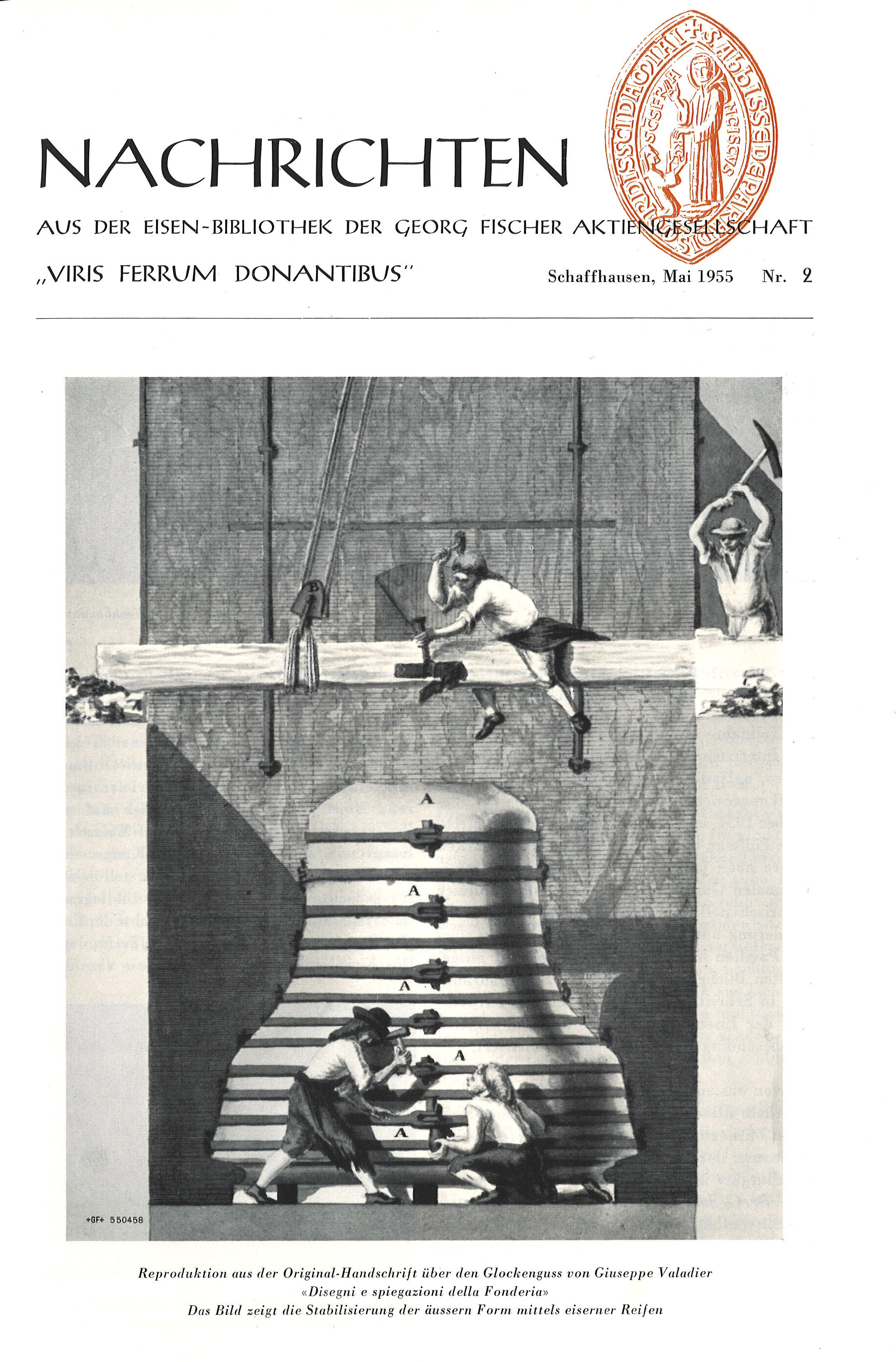
Nachrichten aus der Eisen-Bibliothek, Nr. 2, 1955
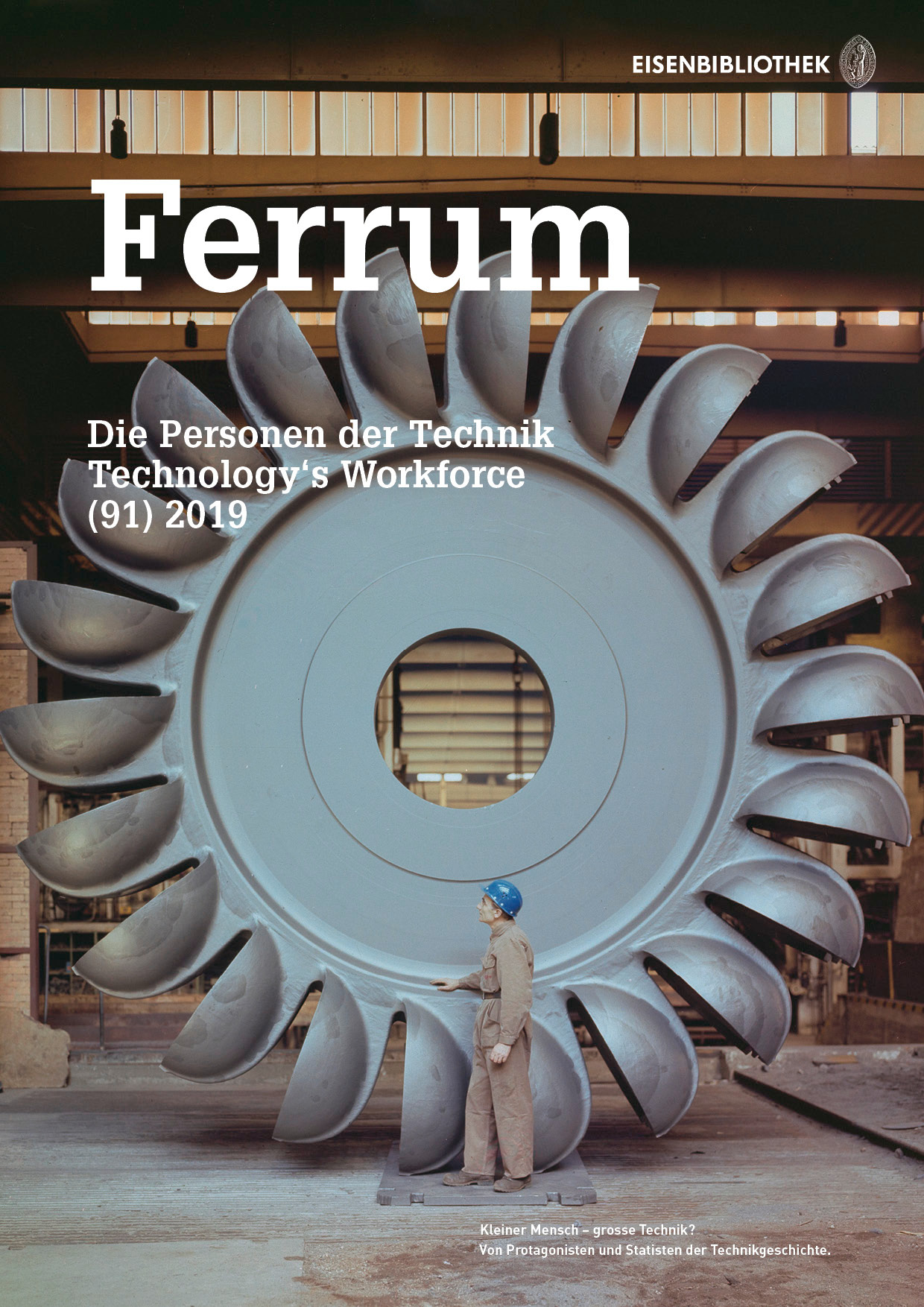
Ferrum, Ausgabe 2019

Im August 1954 wurden die ersten Nachrichten aus der Eisenbibliothek veröffentlicht. Sie berichteten über Aktivitäten der Bibliothek und stellten Schätze und Kuriositäten aus den historischen Buchbeständen vor. Die Nachrichten erschienen bis zur Nummer 47 im November 1976 in loser Folge als mehrseitiges Flugblatt. Mit der Nummer 48 (1977) wurden die Nachrichten in Ferrum umbenannt und die nun jährlich erscheinende Zeitschrift nahm an Umfang zu. Seit 1979 werden die Tagungsbeiträge der technikgeschichtlichen Tagung darin publiziert. Seit 2019 erscheint die Zeitschrift nicht mehr jährlich, sondern alle zwei Jahre.